# Una fábula
Una fábula (en inglés A Fable) es una novela de 1954 escrita por el autor estadounidense William Faulkner. Pasó más de una década poniendo un gran esfuerzo en ello y aspiró a que fuese "el mejor trabajo de mi vida y tal vez de mi tiempo". Ganó el Premio Pulitzer de Ficción  y el Premio Nacional del Libro, pero las críticas fueron mixtas y se considera una de las obras menores de Faulkner. Históricamente, puede ser vista como precursora de Trampa 22 de Joseph Heller.

## Sinopsis
El libro tiene lugar en Francia durante Primera Guerra Mundial y se extiende a lo largo de una semana en 1918. El cabo Stefan, que representa la reencarnación de Jesús, ordena a 3.000 soldados que desobedezcan las órdenes de atacar en la brutal guerra de trincheras. A cambio, los alemanes no atacan y la guerra se detiene cuándo los soldados se dan cuenta de que se necesitan dos bandos para luchar en una guerra. El Generalísimo, que representa a los dirigentes que utilizan la guerra para ganar poder, invita a su homólogo alemán a discutir cómo reiniciar la guerra. Luego arresta y ejecuta a Stefan. Antes de la ejecución de Stefan, el Generalísimo intenta convencer al cabo de que la guerra nunca se puede detener porque es la esencia de la naturaleza humana.
Después de la ejecución del cabo, el cuerpo es devuelto a su esposa y sus hermanas y es enterrado en Vienne-la-pucelle. Sin embargo, después de que se reanuda el conflicto, la tumba del cabo es destruida en un bombardeo de artillería. El espíritu del cabo transmigra a un mensajero británico que. en el final, se enfrenta al viejo Generalísimo.

## Análisis crítico
En su revisión contemporánea de A Fable, Philip Blair Rice notó que en la novela, Faulkner regresa al otro tema que le interesó, además de la vida en Misisipi: el de la Primera Guerra Mundial. Dayton Kohler, en su análisis contemporáneo de la novela, habla una aproximación a la novela a través de mito. Ernest Sandeen ha elaborado en detalle sobre los paralelismos entre el corporal y Jesucristo. Julian Smith ha notado similitudes entre Una Fábula y la novela Caminos de Gloria de Humphrey Cobb. Frank Turaj ha examinado imágenes y temas opuestos en términos de dialéctica de la novela. Thomas E Connolly ha discutido la relación de las tres tramas principales de la novela entre sí.
Richard H. King ha interpretado Una Fábula cómo el mayor intento de Faulkner de representar la acción política en sus novelas, y ha caracterizado la novela como "la novela política fallida de Faulkner". Robert W Hutten notó la reelaboración que hizo Faulkner del material original de la historia "Notes on a Horse Thief" en Una Fábula. William J Sowder ha analizado en detalle el personaje del Generalísimo.

## Premios
- 1955 Premio Pulitzer de Ficción.[2]
- 1955 Premio Nacional del Libro para Ficción.[13]